# Croix des Forts
La croix des Forts est une ancienne croix de chemin située à Pornichet, en France.

## Description
L'édifice était érigé sur la commune de Pornichet, dans le département de la Loire-Atlantique à l'intersection des actuelles routes de Chaussepot et de la Villes Blais. Il s'agissait d'un calvaire de granite, le fût étant surmonté de sculptures frustes : d'un côté, une Crucifixion mettant en scène Jésus entouré de saint Jean et de Marie ; de l'autre côté, une Vierge à l'Enfant.

## Historique
Le calvaire date de la fin du XVe siècle.
Le monument est inscrit au titre des monuments historiques le 21 décembre 1925, le premier monument protégé de la commune. La nuit de la Toussaint 1965, le calvaire est détruit par des vandales : ne subsiste plus que la pierre de soubassement. La ruine résultante est finalement radiée des monuments historiques le 21 janvier 1998.